# Bee's Knees
Il Bee's Knees è un cocktail a base di gin. Dal 2020 è incluso nella lista dei cocktail ufficialmente riconosciuti dall'IBA.

## Storia
Questo cocktail risale al periodo del proibizionismo, quando era necessario utilizzare diversi dolcificanti per mascherare il sapore degli alcolici.
Vi sono tre diverse teorie riguardo all'origine del Bee's Knees. La sua creazione è stata attribuita al barman Bill Boothby, originario di San Francisco, che riportò la ricetta nel 1930 nel suo libro "World Drinks e How to Mix Them". Un'altra teoria attribuisce la creazione del cocktail al barman Frank Meier dell'Hotel Ritz di Parigi che incluse la ricetta nel libro "The Artistry of Mixing Drinks" del 1936. Altre fonti attribuiscono la paternità del cocktail a Margaret Brown, una nobildonna americana che amava trascorrere le sue giornate degustando cocktails.

## Composizione
- 5,25 cl di gin
- 2,25 cl di succo di limone
- 2,25 cl di succo di arancia
- 2 cucchiaini di miele[1]

## Preparazione
Il miele viene sciolto assieme ai succhi di limone e di arancia, successivamente viene aggiunto il gin. Questo preparato viene versato in uno shaker con l'aggiunta di cubetti di ghiaccio. Dopo aver agitato vigorosamente, si filtra con uno strainer in una coppetta da cocktail precedentemente raffreddata. Come decorazione si aggiunge a piacere una scorza di limone o di arancia.